# Простата
Простатата е жлеза от мъжката репродуктивна система. Разположена е непосредствено под пикочния мехур и маншетоподобно обгражда уретрата – каналът, през който урината се пренася от пикочния мехур през центъра на простатата и пениса извън тялото. Простатната жлеза достига големината на кестен и неправилна сферична форма около ранните 20 години. Жлезата остава с такава големина до около 40-ата година, когато започва да нараства.
Урологията и в частност андрологията са науките, които се занимават с проблемите на простатата.
Простатата има връх насочен надолу и три дяла – ляв, десен и среден. Пикочният канал я прекосява отвесно. През тъканта на жлезата преминават и изхвърлящите канали.
Простатата е изградена от две части – жлезна и мускулна. Жлезната част е съставена от около 30 различно големи жлези, чиито канали се отварят в пикочния канал. Мускулната част е представена от множество гладкомускулни влакна, образуващи пространствено сплетение около жлезите. При еякулация мускулатурата се съкращава и изстисква съдържимото на жлезите в пикочния канал, където се присъединява към излизащата от изхвърлящите канали семенна течност. Отвън простатната жлеза е обвита в дебела капсула.
Основната функция на простатата е секреторна. Тази функция започва да се осъществява за първи път по време на пубертета, когато под действието на тестостерона (мъжкият полов хормон), простатата става функционално активна.
Секретът на простатата е млечнобяло-мътен, много рядък и леко кисел. Секретът е богат на ензими. Ензимите са белтъци с много важни функции. Някои от ензимите, съдържащи се в простатния секрет са: кисела простата-фосфатаза и PSA (простата-специфичен антиген), който втечнява спермата.
Друго важно вещество, което се съдържа в простатния секрет, е сперминът. Неговата функция е да защитава ДНК на сперматозоидите. Сперминът придава специфичната миризма на спермата.
Простатният секрет представлява 20-30% от спермата. Както беше споменато по-горе простатния секрет е важен за правилното функциониране на сперматозоидите, както и за потентноста на мъжа.
Като орган на половата система простатната жлеза претърпява възрастови промени. При деца представлява малко тяло, в което преобладава мускулната тъкан. След пубертета тя нараства и достига описания по-горе вид. В старческа възраст настъпва обратно развитие на жлезата. В някои случаи тя хипертрофира, като с уголемяването си средният дял притиска пикочния канал и причинява затруднение в нормалното уриниране.
Решението при уголемена простата е отстраняване на жлезата по оперативен път. Най-остарели са методите на отворената операция, след това е трансуреталната резекция (ТУРП), а най-новите методи са безкръвното отстраняване с лазер. Като отлично решение се смята вапоризацията със „зелен лазер“, когато простатната тъкан бива „изпарена“ при третиране с определена дължина на лазерния лъч.